# Championnat d'Amérique du Sud masculin de volley-ball
Le Championnat d'Amérique du Sud de volley-ball masculin est une compétition réunissant les équipes nationales sud-américaines de volley-ball masculin, organisée par la Confédération sud-américaine de volley-ball.
Cette épreuve fait partie des épreuves qualificatives pour Championnat du monde masculin de volley-ball.

## Historique
Le championnat a connu en 2019 sa 33e édition.
Le Brésil est, à cette date, toujours sorti vainqueur de cette compétition : s'il ne l'a pas gagnée en 1964, c'est parce qu'il n'y participait pas à la suite du coup d'État dans ce pays.

## Palmarès
| Année | Lieu              | Champion  | Finaliste | Troisième | Quatrième |
| ----- | ----------------- | --------- | --------- | --------- | --------- |
| 1951  | Rio de Janeiro    | Brésil    | Uruguay   | Pérou     | Argentine |
| 1956  | Montevideo        | Brésil    | Uruguay   | Paraguay  | Pérou     |
| 1958  | Porto Alegre      | Brésil    | Paraguay  | Uruguay   | Argentine |
| 1961  | Lima              | Brésil    | Chili     | Argentine | Pérou     |
| 1962  | Santiago du Chili | Brésil    | Argentine | Venezuela | Paraguay  |
| 1964  | Buenos Aires      | Argentine | Venezuela | Uruguay   | Paraguay  |
| 1967  | Santos            | Brésil    | Venezuela | Chili     | Uruguay   |
| 1969  | Caracas           | Brésil    | Venezuela | Uruguay   | Chili     |
| 1971  | Montevideo        | Brésil    | Uruguay   | Argentine | Chili     |
| 1973  | Bucaramanga       | Brésil    | Argentine | Venezuela | Chili     |
| 1975  | Asuncion          | Brésil    | Venezuela | Argentine | Uruguay   |
| 1977  | Lima              | Brésil    | Venezuela | Argentine | Pérou     |
| 1979  | Rosario           | Brésil    | Venezuela | Paraguay  | Chili     |
| 1981  | Santiago du Chili | Brésil    | Argentine | Chili     | Venezuela |
| 1983  | São Paulo         | Brésil    | Argentine | Chili     | Venezuela |
| 1985  | Caracas           | Brésil    | Venezuela | Argentine | Uruguay   |
| 1987  | Montevideo        | Brésil    | Argentine | Venezuela | Paraguay  |
| 1989  | Curitiba          | Brésil    | Argentine | Venezuela | Pérou     |
| 1991  | São Paulo         | Brésil    | Argentine | Venezuela | Pérou     |
| 1993  | Córdoba           | Brésil    | Argentine | Chili     | Venezuela |
| 1995  | Porto Alegre      | Brésil    | Argentine | Venezuela | Chili     |
| 1997  | Caracas           | Brésil    | Venezuela | Argentine | Pérou     |
| 1999  | Córdoba           | Brésil    | Argentine | Venezuela | Uruguay   |
| 2001  | Cali              | Brésil    | Argentine | Venezuela | Colombie  |
| 2003  | Rio de Janeiro    | Brésil    | Venezuela | Argentine | Chili     |
| 2005  | Lages             | Brésil    | Argentine | Venezuela | Colombie  |
| 2007  | Santiago du Chili | Brésil    | Argentine | Venezuela | Chili     |
| 2009  | Bogotà            | Brésil    | Argentine | Venezuela | Colombie  |
| 2011  | Cuiabá            | Brésil    | Argentine | Venezuela | Colombie  |
| 2013  | Cabo Frio         | Brésil    | Argentine | Colombie  | Chili     |
| 2015  | Maceió            | Brésil    | Argentine | Colombie  | Venezuela |
| 2017  | Santiago du Chili | Brésil    | Venezuela | Argentine | Chili     |
| 2019  | Mostazal          | Brésil    | Argentine | Chili     | Venezuela |
| 2021  | Brasilia          | Brésil    | Argentine | Chili     | Colombie  |
| 2023  | Recife            | Argentine | Brésil    | Colombie  | Chili     |

## Tableau des médailles
| Rang | Nation    | Or | Argent | Bronze | Total |
| ---- | --------- | -- | ------ | ------ | ----- |
| 1    | Brésil    | 33 | 1      | 0      | 34    |
| 2    | Argentine | 2  | 19     | 8      | 29    |
| 3    | Venezuela | 0  | 10     | 12     | 22    |
| 4    | Uruguay   | 0  | 3      | 3      | 6     |
| 5    | Chili     | 0  | 1      | 6      | 7     |
| 6    | Paraguay  | 0  | 1      | 2      | 3     |
| 7    | Colombie  | 0  | 0      | 2      | 2     |
| 8    | Pérou     | 0  | 0      | 1      | 1     |